# Kaisermanöver (Deutsches Kaiserreich)

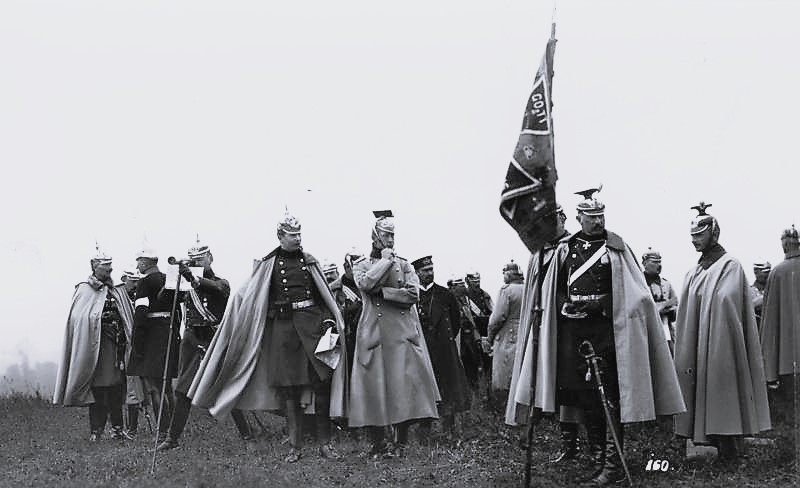
Kaisermanöver 1908 Elsaß-Lothringen, ganz links Kaiser Wilhelm II.

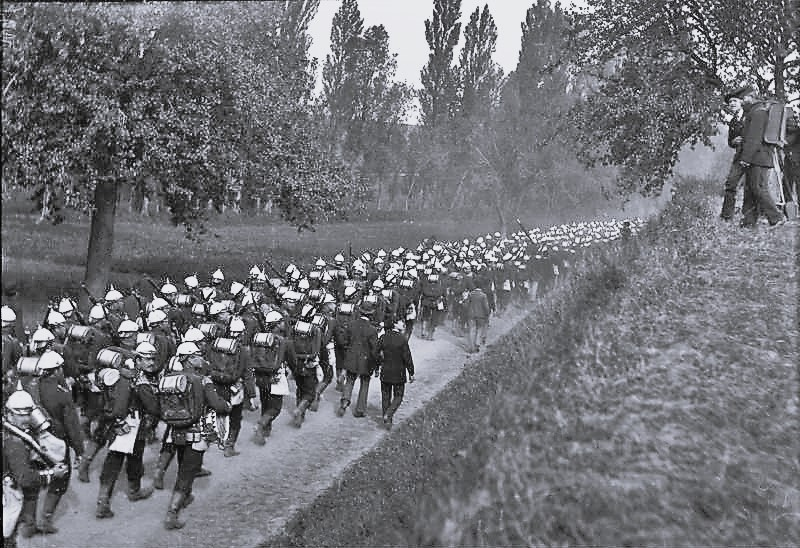
Kaisermanöver im Odenwald 1888

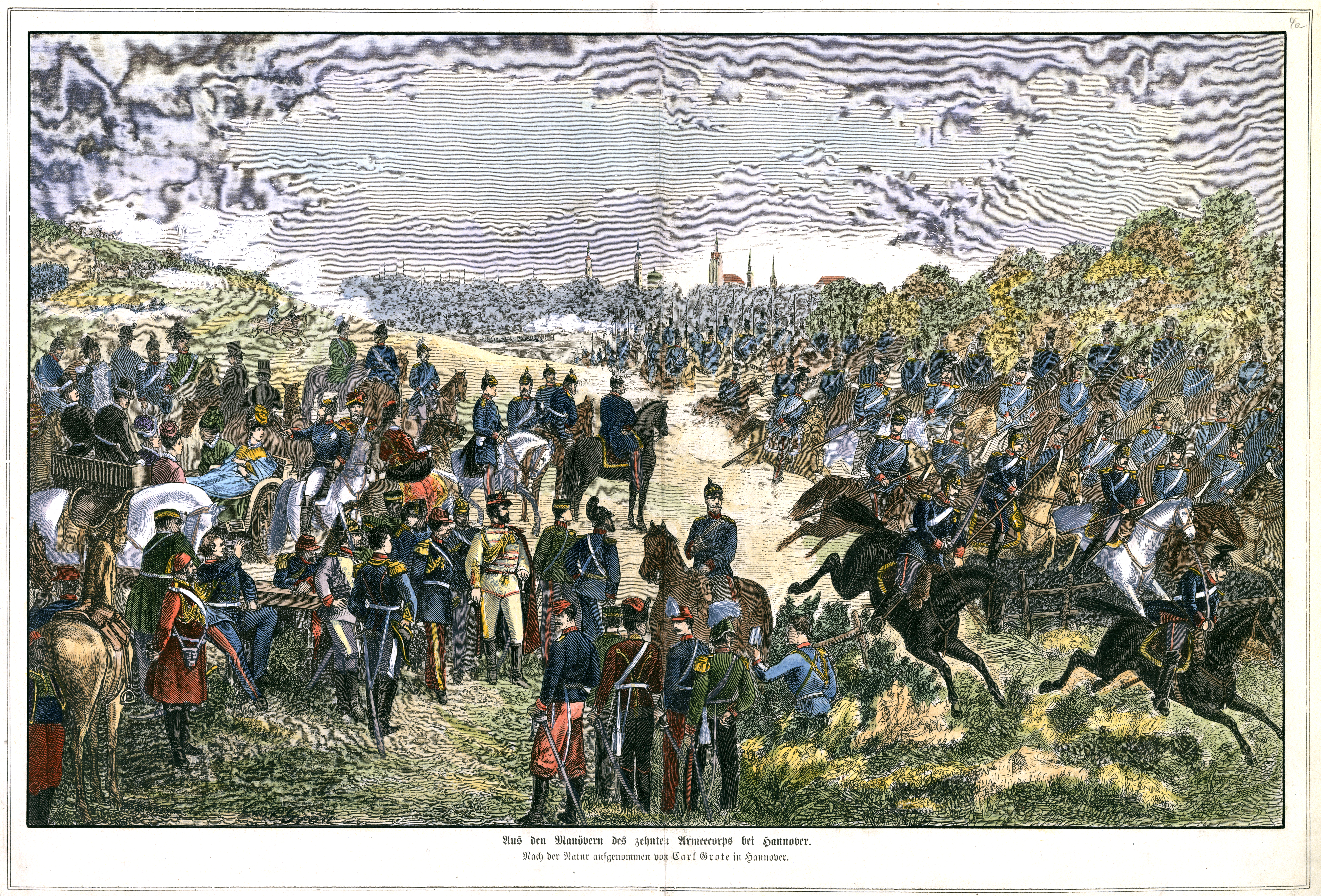
Kaisermanöver 1874 auf dem Kronsberg

Als Kaisermanöver wurde während der Zeit des Deutschen Kaiserreichs das bedeutendste und umfassendste Militärmanöver bezeichnet, das alljährlich in Gegenwart des Kaisers stattfand. Derartige Großübungen waren zu jener Zeit auch in anderen europäischen Ländern üblich, etwa dem Russischen Kaiserreich, dem Königreich Italien oder der Schweiz.
Bestandteile eines Kaisermanövers waren die Kaiserparaden der teilnehmenden Armeekorps, die Flottenparade, das Flottenmanöver und das mehrtägige Armeemanöver. Flottenparade und -manöver entfielen zumeist, wenn keines der teilnehmenden Korps einen Zugang zum Meer besaß. Die teilnehmenden Landstreitkräfte wurden hierbei zumeist von zwei der größten militärischen Gruppierungen, den Armeekorps des Deutschen Heeres, gebildet. Diese Manöver stellten für die Zeitgenossen im In- und Ausland eine Beurteilungsgrundlage über den Kampfwert der deutschen Armee dar. In gleicher Weise sollten sie die noch heute relevanten Fragen über die militärische Ausbildung klären, wie sie gleichzeitig Informationen für die politische Geschichtsschreibung bieten.

## Geschichte
Obwohl die großen Übungen für die taktische Fortbildung ein nicht zu unterschätzendes Gewicht der innenpolitisch stabilisierenden Art gehabt hatten, waren die Kaisermanöver in den Vorkriegsjahren aufgrund ihrer öffentlichkeitswirksamen Funktion bevorzugter Gegenstand der öffentlichen Kritik.
Bis zum Regierungsantritt Wilhelms II. war eine gewisse Monotonie entstanden, als im regelmäßigen Turnus das V. und VI., das VII. und VIII. Armee-Korps gegeneinander manövrierten. Die Korps kamen so kaum aus ihrer eigenen Provinz heraus. Dennoch empfanden nicht nur die Zuschauer, sondern auch die mitwirkenden Soldaten das Pathos, das von dem Mechanismus der Streitkräfte ausging.
Danach manövrierten das X. gegen das VII. Korps, das VIII. und XI. gegen zwei bayerische Armee-Korps (1897), oder 1903 zwei preußische gegen zwei sächsische Korps.

### Außenwirkung

#### Die 1890er Jahre
Die ausländische Kritik sah in den Manövern jener Zeit Prunkmanöver. Sie vernachlässigten das Erfordernis kriegsmäßiger Übungen und hatten vor allem der Kriegsspielerei des Kaisers zu genügen.
Taktisch unsinnige Bilder des Jahres 1897 fanden in den dichten Schützenentwicklungen des Jahres 1898 ihre Entsprechung, wo, ohne Rücksicht auf die feindliche Waffenentwicklung, Ellenbogen an Ellenbogen gestürmt wurde. 1899 wurde ein geschlossenes Armeekorps gegen ein Dorf angesetzt, wobei Wilhelm II. ein Kavalleriekorps gegen die Flanke der feindlichen Aufstellung führte.
Die französischen Beobachter sahen hierin eine Aufgipfelung der aus ihrer Sicht längst überholten Taktik des Massenvorstoßes.

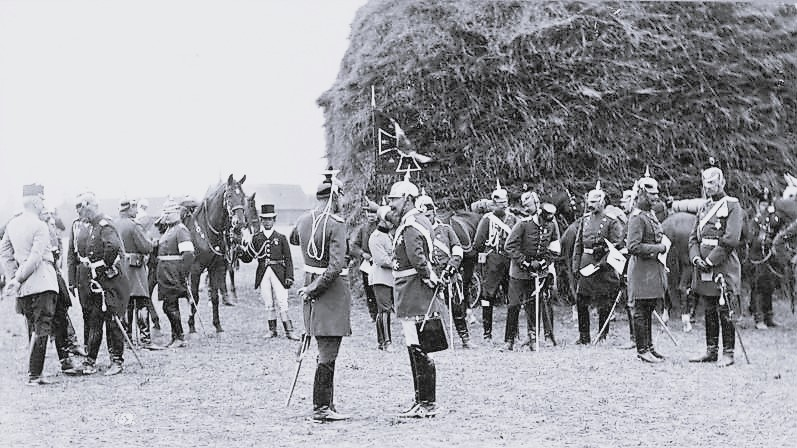
Kaisermanöver 1900

#### Das neue Jahrhundert

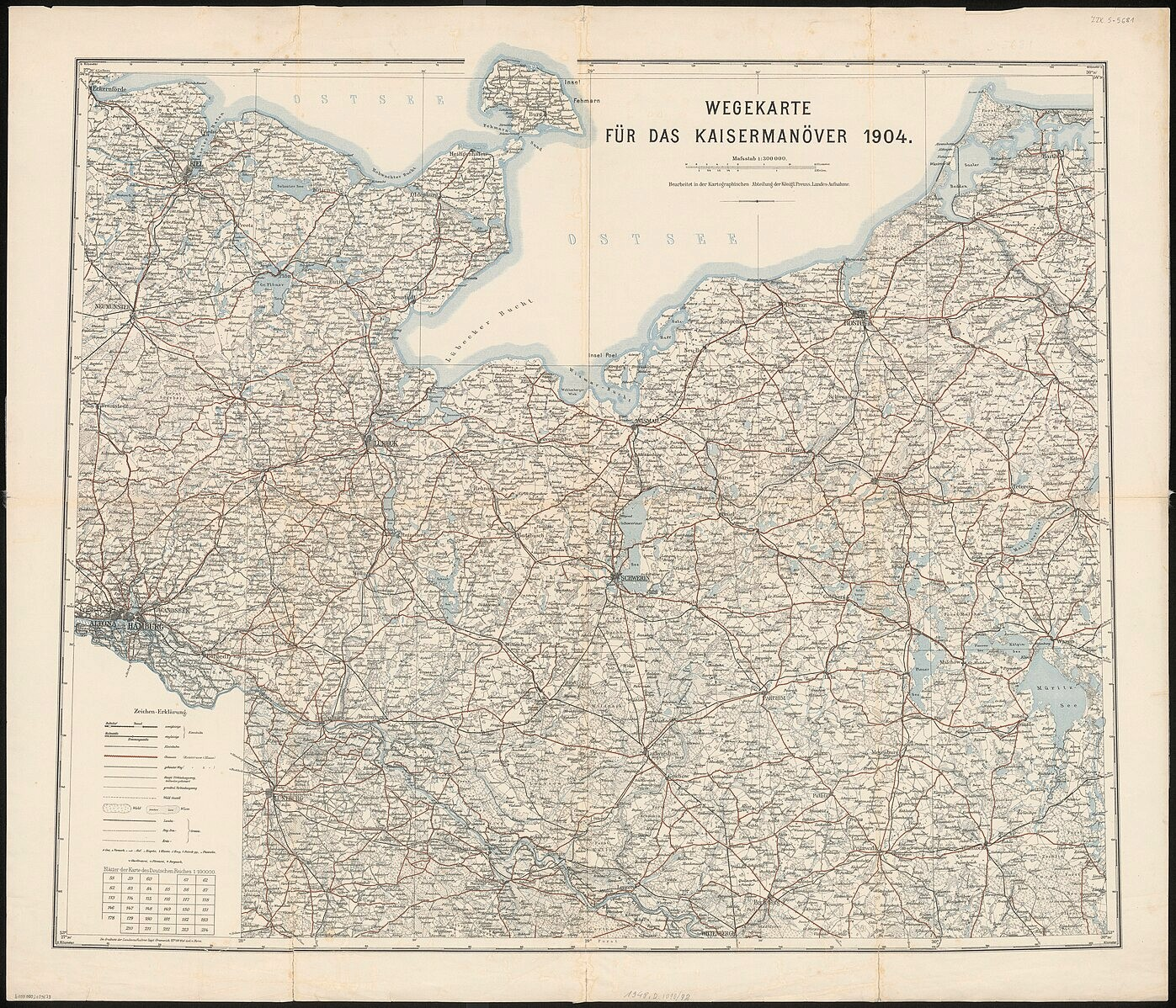
Wegekarte für das Kaisermanöver 1904

Die begrenzte taktische Evolution wurde 1900 festgestellt. So wurde die Stoßtaktik zwar mit dem Zurücktreten der Kolonnenformationen abgeschwächt, die dichten Schützenlinien dominierten jedoch nach wie vor. Ansätze eines Zusammenwirkens zwischen Infanterie und Artillerie wurden erstmals registriert. Dies war jedoch keine Wende in der deutschen Taktik, da jede Andeutung einer Abkehr vom Massenvorstoß vergangener Tage durch eine Attacke des Kaisers an der Spitze von 59 Eskadronen der Kavallerie am 12. September 1900 zunichtegemacht wurde.
Diese Entwicklung verstärkte sich bis 1904. Zwar deutete die zunehmende Kriegsmäßigkeit und Beachtung technischer Entwicklungen auf die Fähigkeit zu Lernprozessen hin, das taktische Denken in der Praxis gelangte aber nicht über stereotype Wiederholung der Umfassung hinaus.
Der Buren- und der Russisch-Japanische Krieg bedingten Tendenzen der Entrümpelung der deutschen Vorschriften. Fortschritte hinsichtlich der Flexibilität und Anpassung an das Gefecht und das Gelände waren aber, aus Sicht der französischen Kritiker, bis 1906 nicht festzustellen.
Die deutsche Armee befand sich, was das Ausland spätestens im Jahre 1910 erkannte, am Ende des Jahrzehnts in einer Phase der taktischen Stagnation. Der britische Militärkorrespondent Howard Hensman setzte sich mit der Entwicklung der französischen und deutschen Armee auseinander. Für das Zurückfallen der deutschen hinter der französischen Armee machte er nach dem Kaisermanöver 1908 das unveränderte Festhalten an den Lehren Roons und Moltkes verantwortlich. Mit ihnen hatte man den Sieg im Deutsch-Französischen Krieg erfochten.
Der Unterschied zwischen der deutschen und französischen Militärdoktrin war unüberbrückbar. Der Versuch, französische Methoden zu übernehmen, scheiterte an den eng gezogenen Grenzen theoretischer Weiterentwicklung. Während Artillerie und Kavallerie sich um eine moderne Form bemühte, verblieb die Infanterie in traditionellen Formen und Methoden verhaftet.

#### Das Kaisermanöver 1911 – die Zäsur

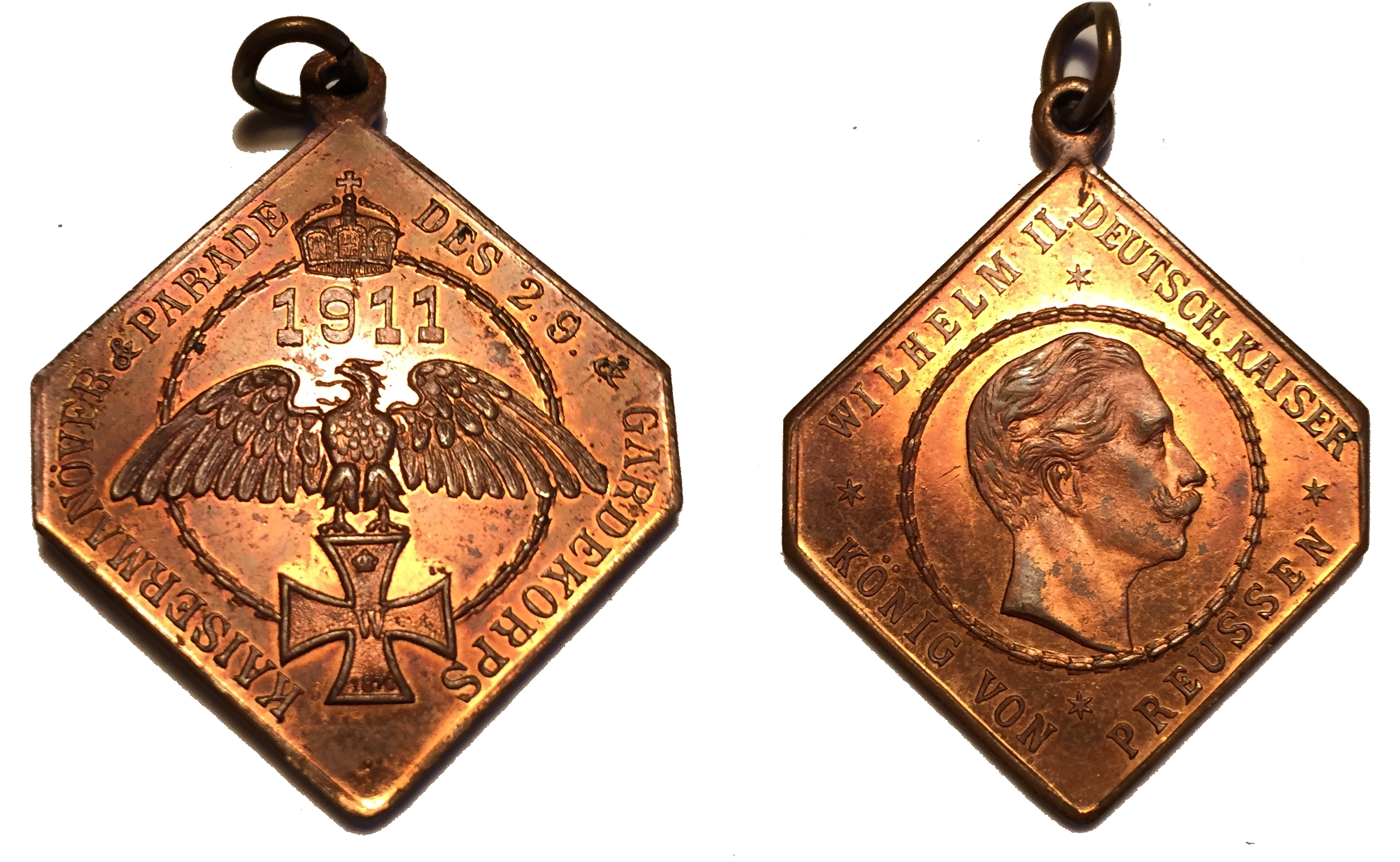
Medaille für Teilnehmer (1911)

Der Militärkorrespondent der Londoner Times, Oberst Charles à Court Repington, geißelte nach dem Kaisermanöver 1911 dessen Zustand. Er beschrieb den deutschen Infanteristen als machine-made, slow and lacking interest in his work. Während Europa weitergeschritten sei, sei die deutsche Armee veraltet und stehengeblieben. Gleichwohl lobte er die deutsche Doktrin, obwohl er ihr eine Differenz zwischen dem theoretischen Postulat und der Praxis im Kaisermanöver vorwarf. Es mangele ihr an Individualität und Frische. Seine harte Kritik verletzte das deutsche Selbstgefühl tief.
Ab dem Manöver 1912 sollte eine Veränderung festgestellt werden. Die Infanterie kämpfte geschmeidiger, die Kavallerie neuerdings, ohne die Attacke aus den Augen zu verlieren, zu Fuß und die Artillerie übernahm im Kampf französische Methoden. Die grundlegenden Begriffe von Feuer und Bewegung blieben ihnen allerdings nach wie vor verborgen. Ein überholtes und antiquiertes Salven- und Massenfeuer bestimmte immer noch die Feuertätigkeit. Als gravierend wurde die mangelnde Gefechtsaufklärung der Deutschen empfunden. Es handelte sich um einen Offensivdrang ohne Aufklärung.

#### Vorbereitung auf den Krieg
Die Fortschritte der Waffengattungen blieben begrenzt. Die Kavallerie hatte sich im Manöver, entsprechend der Theorien Frenchs, zur Heeresvorhut entwickelt. Sie kämpfte jetzt in enger Verbindung mit der Infanterie, worin sich allerdings auch schon die Evolution des deutschen operativ-taktischen Denkens erschöpfte. Deren Weiterentwicklung blieb durch die Doktrin der offensive à outrance auf Modifikationen beschränkt. Die Feuerleitung, ein zentrales Ausbildungsthema, genügte nicht den Anforderungen.
Das letzte Kaisermanöver wurde im September 1913 in Schlesien zwischen dem V. und VI. Armeekorps ausgetragen. Aus Sicht der ausländischen Kritik ergab sich kein grundsätzlich verändertes Bild. Die Truppenpraxis erschien decidely dull, although owing to no fault of their own. Den Führern des Korps wurde keine Initiative überlassen. Der englische General Callwell, der 1913 im Auftrag der Morning Post als Beobachter zu dem Kaisermanöver nach Schlesien entsandt war, charakterisierte die deutsche Taktik als einseitig von der Offensive bestimmt. Es war zu Bildern gekommen, die jeden Glauben an eine deutsche Evolution der Taktik seit 1900 ad absurdum führten. Zu seinen in der Morning Post erschienenen Artikeln erfuhr er, dass der Große Generalstab mit seiner Kritik zufrieden gewesen sei. Anders als die Artikel Repingtons zwei Jahre zuvor gaben seine Artikel keinen Anlass, das Zulassungsverbot englischer Berichterstatter zu den Kaisermanövern 1912 zu wiederholen.
Als am 13. September 1913 das Kaisermanöver mit dem Signal: Das Ganze Halt! beendet wurde, ahnte jedoch niemand, dass ziemlich genau ein Jahr später an der Marne der Unbesiegbarkeitsnimbus der deutschen Armee dahin sein sollte.

### Innenwirkung
Die Kritik des Auslandes hatte ihre Entsprechungen sowohl in der deutschen Öffentlichkeit, als auch in der Wehrverwaltung, den Stäben und der Truppe. Die unter den Fachleuten des preußischen Kriegsministeriums und des großen Generalstabs in den Analysen der mit ihnen befassten Stabsstellen mehrfach diskutiert wurden.
Der Anachronismus der deutschen Taktik im Jahre 1895 fand Ausdruck während des Kaisermanövers. Geschlossene Abteilungen wurden vorgeführt, um den Sturm auf die feindlichen Stellungen auszulösen und anzukündigen. Das Schlagen der Tambours und die Signale „Seitengewehr auf“, bzw. „rasch vorwärts“ sollten geeignet sein, im modernen Gefecht den Sturmlauf ganzer Bataillone auszulösen. Selbst zu Beginn des Ersten Weltkriegs griffen Regimenter noch mit Schlagen des Tambours an. Obwohl man 1902 nach dem Burenkrieg zum gegenteiligen Ergebnis gekommen war, wurde an mindestens einem Bataillon mit klingendem Spiel festgehalten. An den festgefügten Traditionen der überkommenen Angriffstaktik war festzuhalten.
Dass der Kaiser an den theatralischen Bildern der Kaisermanöver nicht unschuldig war, beleuchtete 1903 im Reichstag der sozialdemokratische Abgeordnete August Bebel. Vor allem der Masseneinsatz der Kavallerie wurde kritisiert: Wo kommt es in Wirklichkeit vor, dass z. B. die Vereinigung des Höchstkommandierenden auf der einen Seite als Führer eines Armeekorps und auf der anderen Seite zugleich als Kritiker in Frage kommt?
Die Kavallerie war zwar spätestens mit der Erfindung des schnellfeuernden Gewehrs überholt, doch noch 1913 spielten Kavallerie-Regimenter eine wesentliche Rolle bei der Bewilligung der großen Heeresvorlage.
Die Ursache für die ungehinderte Selbstdarstellung Wilhelms II. an der Spitze von Reitermassen war der begrenzte Einfluss des Generalstabschefs Schlieffen auf den Kaiser. Seine schwache Position bildete einen gewichtigen Grund für das Absinken der Kaisermanöver zu bloßen Schaustellungen. Zu Beginn des Jahres 1904 gab Wilhelm II. seiner Geringschätzung des Stabes dadurch Ausdruck, dass er Schlieffen zu veranlassen wünschte, dass er im Laufe des Frühjahrs friedlich aus seiner Stellung scheide.
Dass die Kaisermanöver kein Muster für die kriegsmäßige Darstellung der Gefechtslagen bildeten, lieferte das Schlussbild des Kaisermanövers aus dem Jahre 1902. Die bereits erwähnten Massenangriffe der Kavallerie unter Leitung des Kaisers veranlassten den Grafen Vitzthum zu der Feststellung: Leider sind ja die großen, theatralisch angelegten Reiterangriffe in den letzten Jahren ein Haupterfordernis der Kaisermanöver geworden!
Das Unbehagen angesichts der bestehenden Zustände erreichte im September 1904 seinen Höhepunkt. Des Kaisers Eingriffe in die Anlage und Durchführung des Kaisermanövers waren entscheidend. Er hatte im Verlaufe des Manövers einen Korpsbefehl für das IX. A. K. selbst geschrieben und so über den Kopf des Generalstabschefs und des Kommandierenden Generals (Friedrich von Bock und Polach) hinweg eingegriffen, setzte sich an die Spitze des Garde-Regiments und führte dieses mit entrollten Fahnen zum Angriff.
Jener Vorgang war derart prekär, dass der Chef des Militärkabinetts, Graf Huelsen-Haeseler, gegenüber dem Militärbevollmächtigten äußerte, er sei froh, „dass die fremdheerlichen Offiziere erst so spät gekommen seien und dies Alles zum Glück nicht gesehen hätten“.
Dieser Entwicklung wurde mit Schlieffens Entlassung Anfang 1906 ein Ende gesetzt. Der neue Generalstabschef Moltke, er stellte einst die Vorteile der Burentaktik gegenüber der althergebrachten heraus, wandte sich von Anfang an gegen solche Erscheinungen und verlangte vom Kaiser künftig strikte Zurückhaltung während der Kaisermanöver.
Für Gebiete, in denen Kaisermanöver stattfanden, waren sie ökonomisch oft ein einträgliches Geschäft für lokale Händler und Gastronomen. Zudem profitierte auch die Infrastruktur der Städte, beispielsweise durch die Erneuerung von öffentlichen Anlagen wie Bahnhöfen oder der Renovierung von städtischen Gebäuden.

## Ablauf des Kaisermanövers aus dem Jahre 1904

### Kaiserparade IX. AK

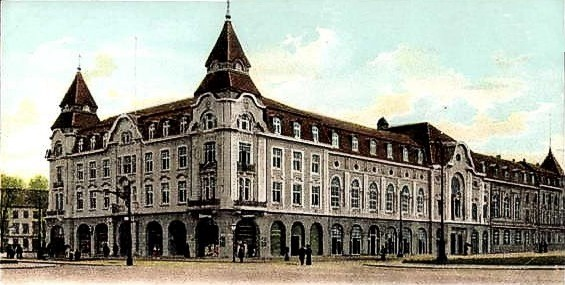
Hotel Kaiserhof

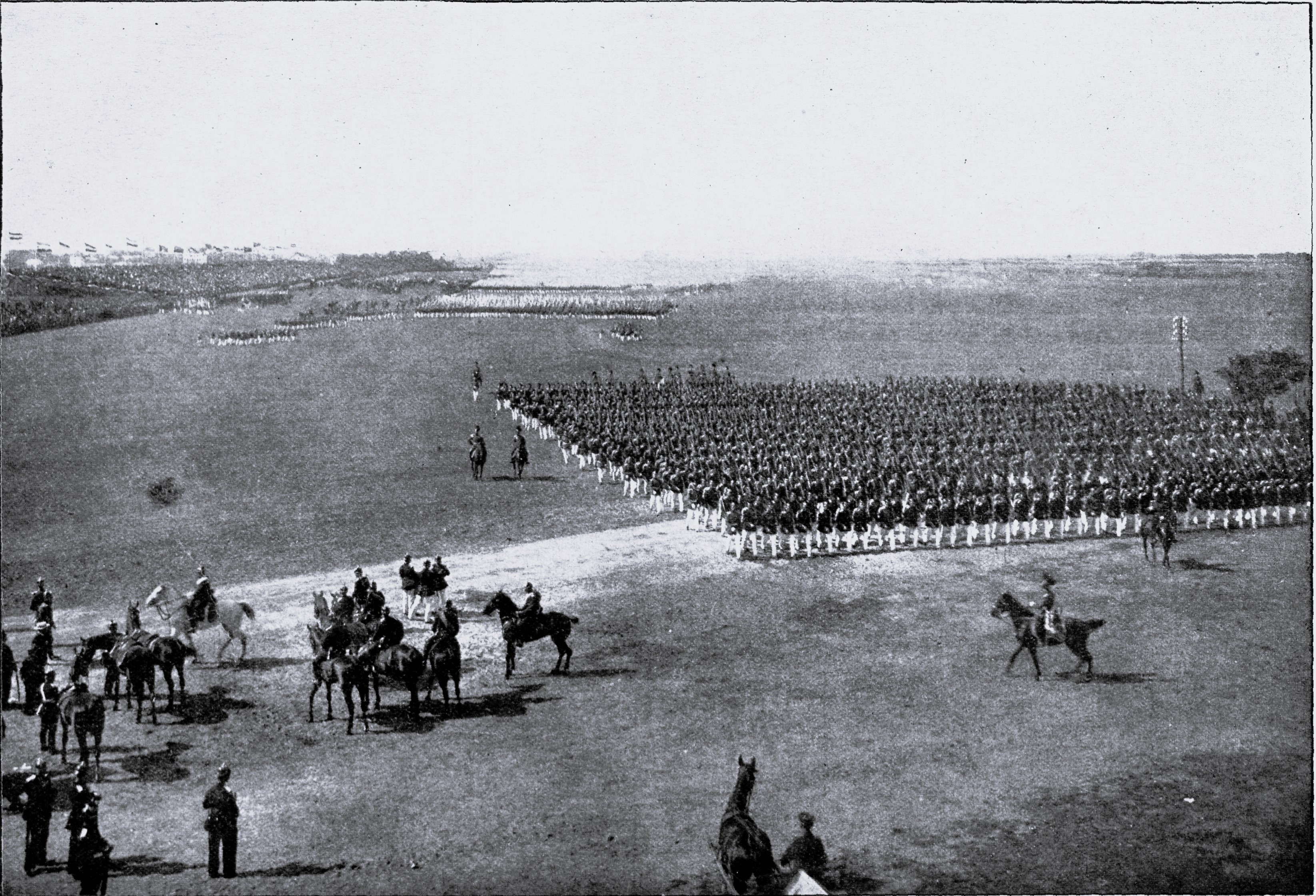
Kaiserparade zu Altona

Am Abend des 3. Septembers traf der von der Wildparkstation bei Potsdam kommende Hofzug mit dem Kaiserpaar auf dem Hauptbahnhof von Altona gegen 6 Uhr 30 ein. Nach dem Empfang durch die Spitzen der Militär- und Zivilbehörden wurde das Kaiserpaar zu der im Heuhafen liegenden Hohenzollern geleitet.
Am Abend des 4. Septembers fand im Kaiserhof eine Tafel für die Provinz in Gegenwart ihrer Majestäten statt. Unter den Gästen war u. a. der Oberpräsident der Provinz Schleswig-Holstein, Kurt von Wilmowsky, der in seiner Rede die Kaiserin darauf hinwies, dass sie sich nun auf heimischen Boden befände. In seiner Gegenrede dankte der Kaiser und gab zudem die Verlobung des Kronprinzen mit Cecilie von Mecklenburg-Schwerin bekannt.
Tags darauf fand die Parade statt. Der Kaiser begab sich der unter der Eskorte des Königs-Ulanen-Regiments (1. Hannoversches) Nr. 13 gefolgt von der Kaiserin, unter der des Kürassier-Regiments Königin (Pommersches) Nr. 2, über die Flottbeker Chaussee zum Exerzierplatz nach Lurup.
Bereits am Morgen hatte die Fahnen-Kompanie, 2. Kompanie des Infanterie-Regiments „Herzog von Holstein“ (Holsteinisches) Nr. 85 – der Kaiser gab dem Regiment am 27. Januar 1889 den endgültigen Namen und stellte den Bruder der Kaiserin, Herzog Ernst Günther zu Schleswig-Holstein, als Ausdruck der Anbindung an das preußische Heer nach außen à la suite des Regiments –, die vom Kaiser am 28. August im Zeughaus von Berlin geweihten Fahnen aus der Wohnung des Kommandierenden Generals, Friedrich von Bock und Polach, abgeholt. Die Musikkorps spielten, als Gruß an ihren eintreffenden Obersten Kriegsherrn den Präsentiermarsch. Auf Wink des Kaisers ließen die Brigade-Kommandeure die Gewehre präsentieren, worauf die neuen Fahnen ihren Truppenteilen übergeben wurden.
Der Zug der Leibgendarmerie eröffnete die Parade. Der Großherzog von Mecklenburg-Strelitz führte das 89er, die Kaiserin das 91er Regiment sowie ihre Kürassiere vor. Der Höhepunkt der Parade war erreicht, als der Kaiser selbst seine Ulanen und der Herzog von Oldenburg seine Dragoner vorführte. Die Fahnen sammelten sich nun an der Prinz Albrechtstraße, während die Generale, Regiments- und selbstständigen Bataillonskommandeure zur Kritik befohlen wurden. Nach deren Ende nahm der Kaiser an der Südseite des Rathauses den Vorbeimarsch der Fahnenkompanie ab. Von dort säumten über 35 Kriegervereine mit ihren Fahnen und Standarten den Weg des Kaiserpaares zurück zur Hohenzollern.
Am Abend fand im Festsaal des Kaiserhofs die Paradetafel statt. Als Höhepunkt dieser Veranstaltung, bei der die Bürgermeister der drei im Korps vertretenen Hansestädte (Carl Georg Barkhausen, Johann Georg Mönckeberg und Heinrich Klug) vom Kaiser erfuhren, dass die in deren Städten garsonierten Regimenter fortan die Namen Regiment Bremen, Regiment Hamburg und Regiment Lübeck führten.
Um Punkt 9 Uhr begann auf dem aus Anlass der Parade illuminierten Kaiserplatz vor dem Rathaus der Große Zapfenstreich. Je eine Kompanie der 76er (Hamburg) und 31er (Altona) stellten die Fackelträger die unter den Klängen des Yorckschen Marsches den von Osten her auf das Rathaus zukommenden Musikzug Spalier bildeten. Nach mehreren Märschen leitete ein Trommelwirbel gefolgt von acht Schlägen den Großen Zapfenstreich ein. Nach dem Zapfenstreich der Infanterie und der Kavallerie folgte das Gebet. Die Begleitmannschaften präsentierten ihr Gewehr zu den Klängen der Nationalhymne, bevor sie zur Zapfenstreichmelodie den Platz in Richtung des Bahnhofs verließen.
Nachdem das Kaiserpaar am 7. September der Nachbarstadt Hamburg einen Besuch abgestattet hatten, wo sie unter der Führung Albert Ballins die Räumlichkeiten der HAPAG besichtigten, verließ der Kaiser abends an Bord der SMY Hohenzollern Altona.

### Flottenparade und -manöver

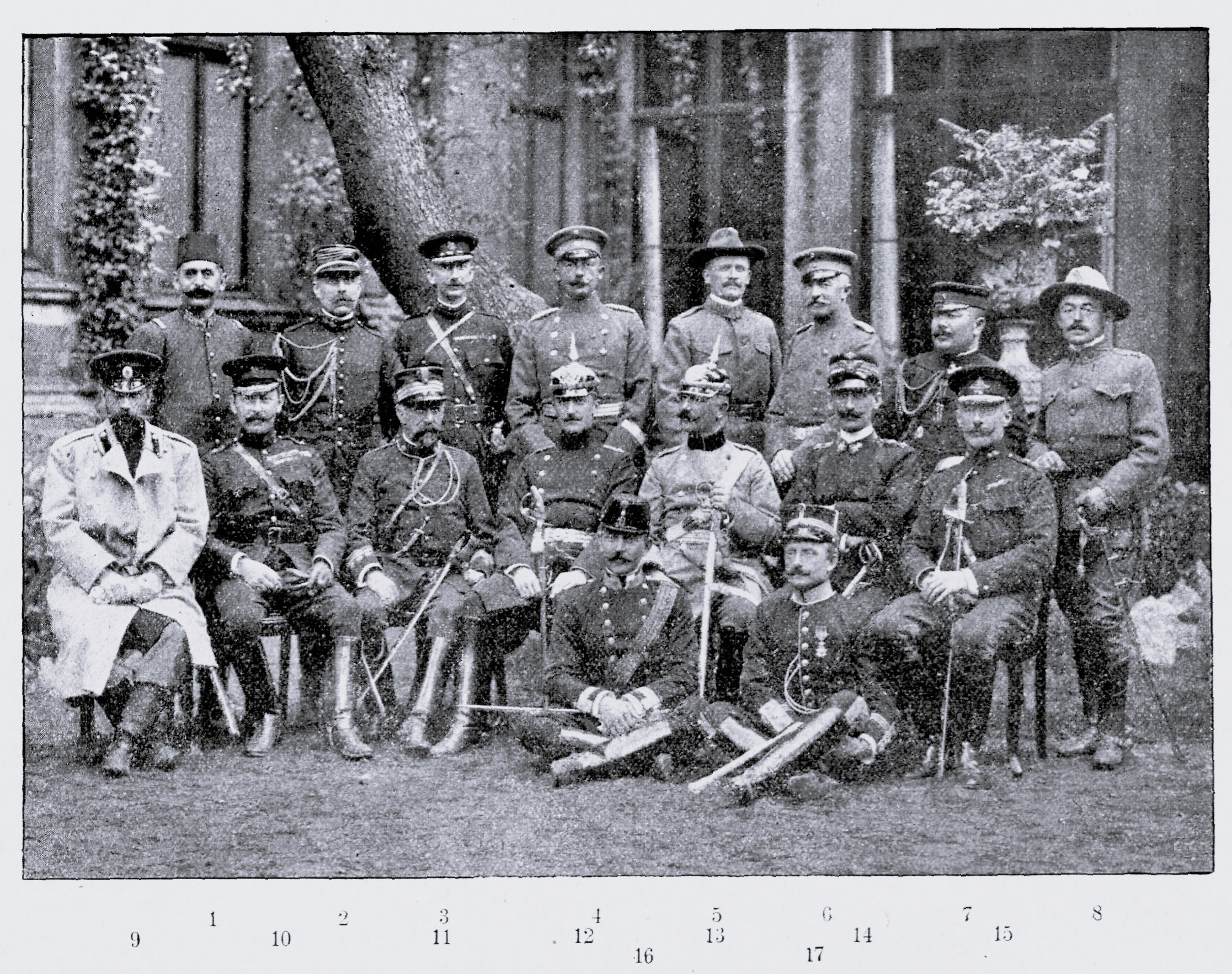
Ausländische Militärattachés mit ihren deutschen Begleitern beim Kaisermanöver 1904

Nachdem der Kaiser auf der Hohenzollern die Flottenparade der vor Helgoland liegenden 22 Schiffe abgenommen hatte, verließ er die Hohenzollern und ging auf die Kaiser Wilhelm II., um dem Manöver beizuwohnen, das vor Cuxhaven an der Elbmündung stattfinden sollte.
Um 3 Uhr des nächsten Morgens war es dann soweit. Die Gefechtsidee war, dass der Feind (England) bereits vor Helgoland wäre und im Begriff sei anzugreifen. Das Manöver endete jedoch schneller als vorgesehen. Eine geplante Landung oder eine Einbeziehung Cuxhavens in den Konflikt wurde nicht ausgeführt. Da der gegnerische Flottenverband deutlichen Vorteil erlangte, erging vom Kaiser der Befehl zum Abbruch des Manövers.
In der anschließenden Kritik drückte der Kaiser allen seine Anerkennung für das Geleistete aus.
Die Hohenzollern fuhr nun, gefolgt von der gesamten Flotte, an Cuxhaven vorbei in den Kaiser-Wilhelm-Kanal nach Kiel.
Nach dem dortigen Paradeessen an Bord des Artillerieschulschiffs Mars reiste der Kaiser per Sonderzug von Kiel ins Manövergelände nach Schwerin. Hier nahm er im Schweriner Schloss, die Kaiserin in Schloss Wiligrad Wohnung.

### Kaisermanöver

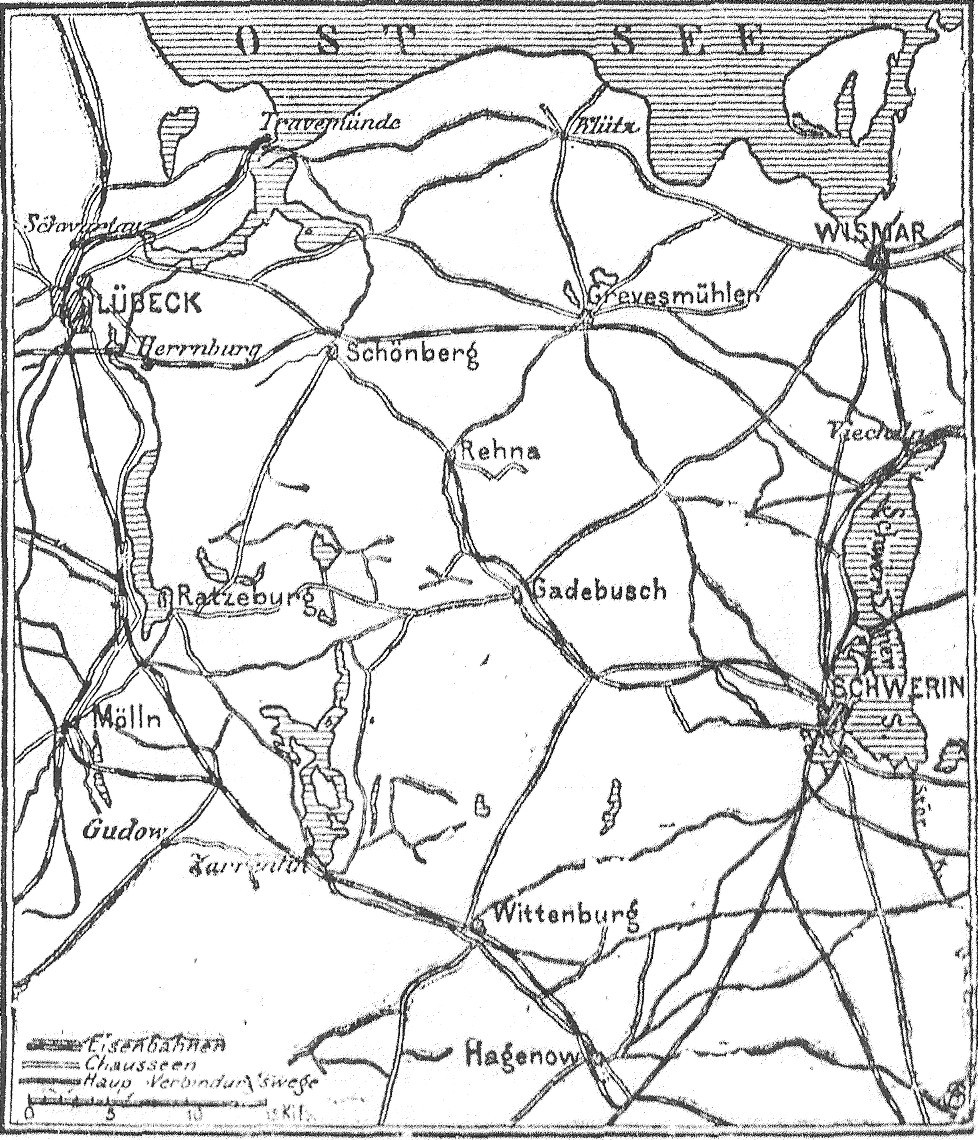
Kaisermanöver 1904

Am Morgen des 12. stand das Gardekorps, verstärkt durch die Frankfurter Leibgrenadiere und den zu jener Zeit vom Sohn, Friedrich Heinrich, des Prinzen Albrecht kommandierten Dragoner-Regiment Nr. 2, in einer Linie von Wismar über Schwerin bis Ludwigslust, wogegen das IX., verstärkt durch das Husaren-Regiment Nr. 3 sowie die 37. Infanterie-Brigade und die 19. Feldartillerie-Brigade der 19. Division des X. A. K., sich in einer Linie von Grevesmühlen über Gadebusch nach Wittenburg befand.
Die Verstärkung des IX. sollte auf die Schiffe der in Travemünde weilenden Flotte verladen werden, um an den in den so genannten Großkampftagen des Manövers im Wohlenberger Wiek zu landen und das IX. von dort aus zu verstärken.
Vom 14. bis 16. fanden zwischen dem Garde- (rot) und IX. Armee-Korps (blau) die großen Feldmanöver, bei dem den Roten die Rolle des Feindes zugedacht war, statt.
Prinz Albrecht fungierte hierbei als Oberschiedsrichter.
Um 8 Uhr am Morgen des ersten Tages wurde das Manöver unterbrochen und der Kaiser übernahm die Führung des Gardekorps nahe Goddins. Der „Kampf“ entwickelte sich um Bobitz herum. Wo sich unweit Bobitz’ erkennbar an deren Fesselballon die Manöverleitung unter von Schlieffen befand. Gegen 11:15 Uhr wurde mit dem Signal: Das Ganze halt! das Ende des Kampfs, in dem das IX. A. K. hinter die Stepenitz „zurückgeworfen“ worden war, bekanntgegeben.
Da der Kaiser Tags darauf das Korps wechselte, änderte sich auch das „Kriegsglück“. Am dritten Tage war der Kaiser zum Manöverabschluss wieder beim Garde-Korps, welches nun wieder gewann.
Ein Manöverkorrespondent der Lübeckischen Anzeigen, der dessen Augenzeuge war, beobachtete folgendes: … Trotz dieses anscheinend siegreichen Ausganges für den linken Flügel der blauen Partei, wurde dennoch der Sieg der roten Partei zugesprochen. Es muß wohl die Schlacht auf dem linken Flügel und im Zentrum der roten Partei, auf dem sich der Kaiser befand, den Ausschlag gegeben haben.

## Orte der Kaiserparaden
Da es zu Missverständlichkeiten kommen kann, sei hier darauf verwiesen, dass es sich bei diesen Kaiserparaden um solche in Zusammenhang mit einem Kaisermanöver handelt. Andere Verwendungen des Begriffes „Kaiserparade“ sind möglich. In dem vom Altonaer Museum im Jahr 2000 publizierten Buch „Der Stuhlmannbrunnen“ auf Seite 14 wird ein Bild, welches in Wikipedia unter dem Titel Altona Kaiserparade gespeichert ist, verwendet. Dieses entstand  aber in Verbindung mit der Eröffnung des Altonaer Rathauses und nicht bei einem Kaisermanöver. Jenes fand in jenem Jahr zwischen dem VII. und X. Armee-Korps statt. Das IX. Armee-Korps, das seinen Sitz in Altona hatte, war an diesem nicht beteiligt.
- 1861: Zieverich (VIII.) und ? (VII.)
- 1868: Groß Rogahn
- 1873: Hannover
- 1875: Trier (VIII.) und Bunzelwitz (VI.)
- 1876: Euskirchen (VIII.) und ? (VII.)
- 1877: Stockum (VII.)
- 1879: Straßburg (XV.)
- 1881: Kronsberg
- 1882: Breslau
- 1884: Euskirchen (VIII.) und Wevelinghoven (VII.)
- 1885: Ludwigsburg (XIII.)
- 1889: Minden (VII.) und Kronsberg (X.)
- 1890: Flensburg
- 1893: Eurener (VIII.) und Lauterburg (XIV.)
- 1894: Elbing
- 1895: Stettin
- 1896: Görlitz
- 1897: zwischen Kärlich und Kettig (VIII.) und zwischen Nieder-Erlenbach und Biebelried (XI.)[23]
- 1898: Minden (VII.) und Kronsberg (X.)
- 1899: Stuttgart und Karlsruhe (XV.)
- 1900: Stettin
- 1901: Danzig (XVII.)
- 1902: Posen (V.)
- 1903: Zeithain
- 1904: Altona (IX.)
- 1905: Coblenz (VIII.) und Homburg (XVIII.)[24]
- 1907: Münster (VII.) und Kronsberg (X.)
- 1908: St. Avold (Manöver) (XV.)
- 1909: Cannstatt (XIII.) und Karlsruhe (XIV.)
- 1910: Coblenz (VIII.) und Devauer Platz bei Königsberg i. Pr. (I.)
- 1911: Altona (IX.)
- 1912: Dresden, Alaunplatz[25]
- 1913: Breslau

Für das Jahr 1914 war ein großes Manöver im Rheinland und die Kaiserparade in Urmitz (VIII.) vorgesehen. Der Beginn des Ersten Weltkrieges verhinderte dies.